# Barcaldine
Barcaldine is een plaats in de Australische deelstaat Queensland en telt 1497 inwoners (2001).